# Penstemon putus
Penstemon putus är en grobladsväxtart som beskrevs av Aven Nelson. Penstemon putus ingår i släktet penstemoner, och familjen grobladsväxter. Inga underarter finns listade i Catalogue of Life.